# 淡黑棘隆頭魚
淡黑棘隆頭魚，為輻鰭魚綱鱸形目隆頭魚亞目隆頭魚科的其中一種，分布於東北大西洋的亞速群島海域，棲息深度1-30公尺，體長可達21.5公分，棲息在礁石區海域，生活習性不明。